# Abalakský Znamenský monastýr
Abalakský Znamenský monastýr je mužský monastýr Ruské pravoslavné církve ve vesnici Abalak Tobolského rajónu Ťumenské oblasti.

## Historie
Roku 1636 se vdově Marii zjevila Abalakská ikona Matky Boží, pro kterou byl postaven dřevěný chrám.
V 17. a 18. století byl kolem ikony postaven komplex kamenných chrámů ve slohu ukrajinského baroka: Znamenský chrám, chrám svatého Mikuláše a chrám svaté Marie Egyptské se zvonicí.
Roku 1785 byl na žádost tobolského a sibiřského biskupa Varlaama (Petrova) založen monastýr třetí třídy. Do nového monastýru byli přemístěni monaši z Něvjanského monastýru.
Stavební práce na monastýru pokračovaly i v 19. století. Od roku 1902 byl monastýrem druhé třídy, ale počet monachů nepřesáhl 15 osob. Na počátku 20. století bylo do monastýru posláno 57 monachů z Valaamského monastýru. V monastýru byla zavedena pravidla Sarovského monastýru, byla zde otevřená škola a bezplatná nemocnice.
K monastýru byl připojen také skit svatého archanděla Michaela vzdálený asi 30 verst a přístup žen byl zakázán.
Roku 1924 byl uzavřen a vyrabován. Ikona Matky Boží byla ztracena a monastýr zničen. Ve 20. letech bylo mnoho monachů pronásledováno za bránění zabavení církevního majetku. Roku 1927 byl v monastýru vězněn metropolita Petr (Poljanskij) a poté byl předán renovátorům.

## Současný stav
Roku 1989 byl monastýr navrácen Ruské pravoslavné církvi.
Po předání monastýru byla postavena kaple zasvěcená Svatým novomučedníkům a vyznavačům ruským.
Dne 22. listopadu 1996 byl registrován jako právnická osoba.
V současnosti se v monastýru nachází kopie Abalakské ikony Matky Boží namalované v 90. letech 20. století.